# Pierre Cauchon
Pierre Cauchon (en latín: Petrus Calconeus; Reims; hacia 1370 - Rouen; 18 de diciembre de 1442) fue obispo de Beauvais y asesor oficial del rey inglés Enrique VI, cuando tenía nueve años. También presidió el tribunal espiritual en el juicio de la Inquisición contra la posterior heroína nacional francesa Juana de Arco.

## Vida pública
Pierre Cauchon era doctor en teología, maestro en bellas artes y licenciado en derecho canónico en la Universidad de París, donde ejerció como rector en varias ocasiones. En 1413 participó en la revuelta de Cabochiens, tras lo cual fue desterrado de París, por lo que entró al servicio del duque de Borgoña Juan Sin Miedo. De 1415 a 1418 Cauchon participó en el Concilio de Constanza como legado del duque de Borgoña. Se convirtió en obispo de Beauvais (1420) y en ese mismo año desempeñó un papel importante en el fatídico Tratado de Troyes, donde se puso del lado de los ingleses.
Desde entonces estuvo de su lado y siguió a Enrique V a París, donde luchó contra Courtecuisse. En la confianza de Bedford, siendo además el ejecutor del testamento de Carlos VI y consejero de Enrique VI y con un salario de 1.000 libras, Cauchon se convirtió en el guardián del sello privado en ausencia del canciller. Como tal estuvo también a cargo de importantes misiones.
Habiendo tenido que huir de Beauvais junto con los ingleses en agosto de 1429, Cauchon tuvo entonces que huir a Rouen, que ya había visitado anteriormente. Los ingleses le compensaron por la pérdida que había sufrido y además le encomendaron misiones especiales aunque no obtuvo el puesto de arzobispo de Rouen, que ansiaba y que ya había administrado anteriormente.

## Juicio contra Juana de Arco

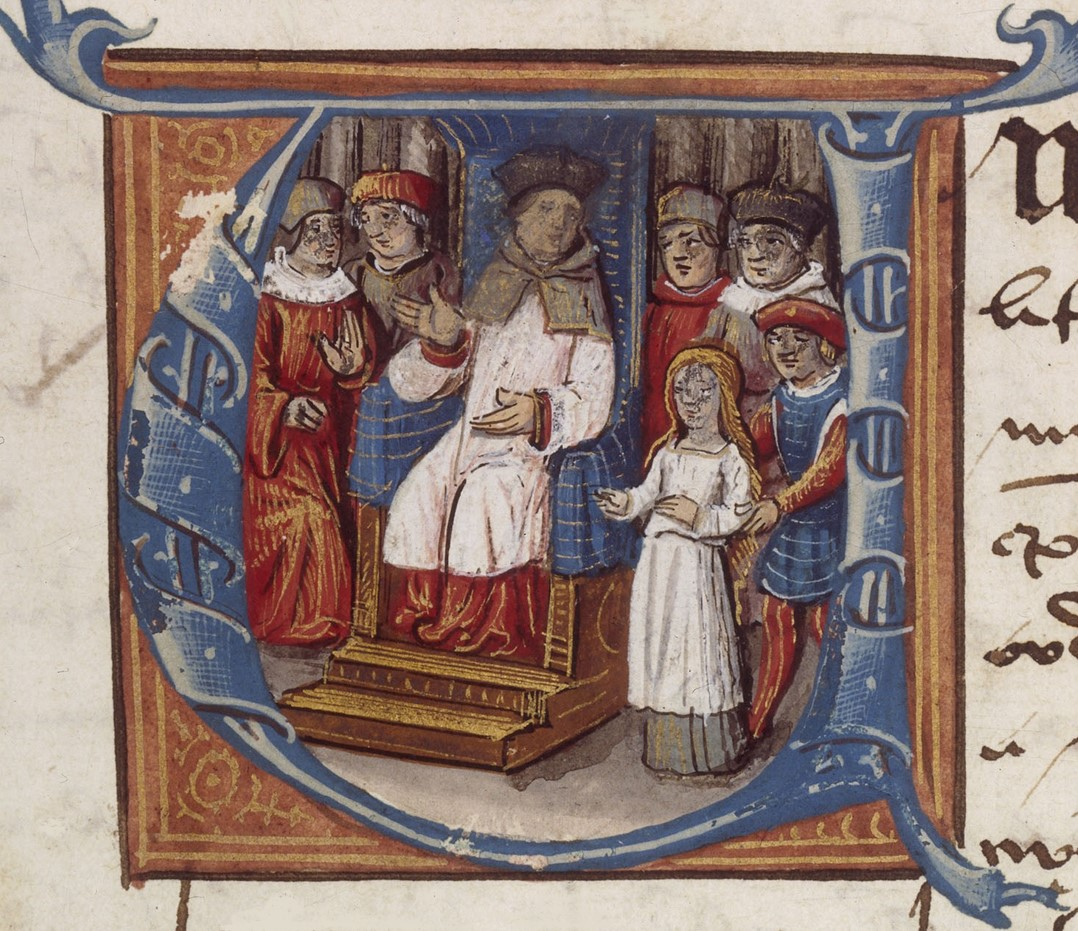
El obispo Petrus Cauchon (m.) en el juicio contra Juana de Arco (d.)

En 1430, en nombre del rey inglés, Cauchon ofreció a los borgoñones tras la captura de Juana de Arco cerca de Compiègne, que pertenecía a su diócesis, 6.000 francos para su extradición. Finalmente la "Doncella de Orleans” fue vendida a los ingleses por la entonces altísima suma de 10.000 francos.
El 9 de enero de 1431, en la capilla del castillo de Rouen, el obispo Cauchon inauguró en sesión pública el proceso más importante de la historia de Francia. El proceso de la Inquisición contra Juana de Arco, acusada de "hereje", "bruja y hechicera, adivina y falsa profeta", fue llevado a cabo por Cauchon en estrecha coordinación con el gobernador de Inglaterra, Richard Beauchamp, que desde el principio quería sólo la muerte de la niña. Para hacerlo posible, Cauchon nombró a un tribunal formado enteramente por clérigos leales a la causa inglesa. El 24 de mayo, Jeanne se retractó por miedo repentino a morir en la hoguera y renunció a sus "errores", tras lo cual Cauchon, después de una breve consulta, la condenó inmediatamente por el ejercicio de su derecho "a una sana penitencia en prisión permanente con el pan de los dolores y el agua de las tristezas". El 28 de mayo ella retiró su retractación y al día siguiente el tribunal espiritual la declaró "reincidente, excomulgada y herética”. En la mañana del 30 de mayo de 1431, Cauchon anunció por segunda vez en la plaza del mercado desde la tribuna frente a la pira su expulsión de la iglesia y, según lo prescrito, el traslado de Juana a la jurisdicción secular para su ejecución. El tribunal de la Inquisición espiritual se retiró entonces inmediatamente según el antiguo principio Ecclesia abhorret a sanguine (“La Iglesia evita la sangre”). Inmediatamente después, Juana fue entregada al verdugo sin pasar por la jurisdicción secular y quemada en la pira levantada ya desde hacía mucho tiempo.
En 1432, Pierre Cauchon fue trasladado como obispo a Lisieux aunque continuó viviendo la mayor parte del tiempo en Rouen. Estuvo presente en 1435 en el congreso de paz de Arras, donde defendió el derecho de Enrique VI a ser rey de Francia hasta el final y fue casi capturado, cuando los franceses tomaron la capital en 1436. Seis años después murió de un derrame cerebral mientras le afeitaban la barba. 
En el nuevo juicio iniciado por la familia de Juana desde 1450, que condujo a su completa rehabilitación en 1456, ya no pudo ser acusado por sus numerosas infracciones de la ley y errores de procedimiento en el juicio. Aun así Cauchon fue declarado hereje y excomulgado.